# North Creake
North Creake è un villaggio e parrocchia civile dell'Inghilterra, appartenente alla contea del Norfolk.